# Női 4 × 5 km-es sífutóváltó az 1984. évi téli olimpiai játékokon
Az 1984. évi téli olimpiai játékokon a sífutás női 4 × 5 km-es váltó versenyszámát február 15-én rendezték Igman-hegyvidéken. Az aranyérmet a norvég váltó nyerte meg. A versenyszámban nem vett részt magyar csapat.

## Végeredmény
Az időeredmények másodpercben értendők.
| Helyezés | Csapat | Idő                                            |
| -------- | --- | ---------------------------------------------- |
| Arany    | Norvégia (NOR) · Inger Helene Nybråten · Anne Jahren · Brit Pettersen · Berit Aunli                         | 1:06:49,70 17:02,70 16:35,40 16:30,10 16:41,50 |
| Ezüst    | Csehszlovákia (TCH) · Dagmar Palečková-Švubová · Blanka Paulů · Gabriela Svobodová-Sekajová · Květa Jeriová | 1:07,34,70 17:37,90 16:58,00 16:46,20 16:12,60 |
| Bronz    | Finnország (FIN) · Pirkko Määttä · Eija Hyytiäinen · Marjo Matikainen · Marja-Liisa Hämäläinen              | 1:07:36,70 17:36,80 17:01,30 16:42,70 16:15,90 |
| 4.       | Szovjetunió (URS) · Julija Sztyepanova · Ljubov Ljadova · Nagyezsda Burjakova · Raisza Szmetanyina          | 1:07:55,00 17:27,20 17:07,80 16:36,30 16:43,70 |
| 5.       | Svédország (SWE) · Karin Lamberg · Kristina Hugosson · Marie Johansson-Risby · Ann Rosendahl                | 1:09:30,00 17:45,60 17:38,00 16:47,00 17:19,40 |
| 6.       | Svájc (SUI) · Karin Thomas · Monika Germann · Christina Brügger · Evi Kratzer                               | 1:09:40,30 17:38,90 17:45,20 17:28,70 16:47,50 |
| 7.       | Egyesült Államok (USA) · Susan Long · Judy Rabinowitz · Lynn Spencer-Galanes · Patricia Ross                | 1:10:48,40 18:09,90 17:13,20 17:28,50 17:56,80 |
| 8.       | NDK (GDR) · Petra Voge · Petra Rohrmann · Carola Anding · Ute Noack                                         | 1:11:10,70 18:57,50 17:44,40 17:44,60 16:44,20 |
| 9.       | Olaszország (ITA) · Clara Angerer · Paola Pozzoni · Manuela Di Centa · Guidina Dal Sasso                    | 1:11:12,30 18:12,90 18:12,20 17:25,40 17:21,80 |
| 10.      | Jugoszlávia (YUG) · Jana Mlakar · Andreja Smrekar · Tatjana Smolnikar · Metka Munih                         | 1:13:45,10 18:18,50 18:04,30 18:52,00 18:31,30 |
| 11.      | Nagy-Britannia (GBR) · Lauren Jeffrey · Nicola Lavery · Doris Trueman · Ros Coats                           | 1:18:36,20 20:17,80 19:35,40 19:43,20 18:59,80 |
| 12.      | Kína (CHN) · Dou Aixia · Tang Yuqin · Chen Yufeng · Song Shiji                                              | 1:21:19,60 20:24,80 20:33,90 20:21,90 19:59,00 |